# Elisa Lerner
Elisa Lerner Nagler (Valencia, 6 de junio de 1932 - Caracas, 24 de noviembre de 2024) fue una narradora, dramaturga, cronista y diplomática venezolana. En 1999 fue galardonada con el Premio Nacional de Literatura. Destacan entre sus obras las piezas de teatro: Vida con mamá y En el vasto silencio de Manhattan; el ensayo Yo amo a Columbo y los libros de crónica: Carriel para la fiesta y Crónicas ginecológicas.

## Biografía
Fueron sus padres Mathilde Nagler Péretz y Noich Lerner, inmigrantes rumanos de origen judío, quienes emigraron a Venezuela a comienzos de los años 30. Tuvo una hermana la profesora Ruth Lerner de Almea. Durante su infancia se trasladaron de Valencia a Caracas y en su adolescencia se establecieron en la urbanización San Bernardino, la predilecta en aquellos años para muchas familias emigrantes y de origen judío. Desde pequeña sintió vocación por las letras, al recibir un regalo de su padre a los 11 años:

A esa edad mi padre me regaló unos zapatos muy lindos, abiertos en la punta y adornados con una trenza que remataba en un lazo. Me pareció que aquéllos eran zapatos de escritora y así se lo dije a mi padre: «Papá», le dije, «estos son zapatos de escritora. Ya estoy armada para ser una escritora». Y a él le pareció muy bien. Poco después me compraron papel, muchas plumas y una máquina de escribir. En mi infancia escribí tres poemas con un tema muy doloroso: mi mamá se enfermó gravemente cuando dejó de recibir noticias de Europa. A los dieciséis escribí un libro de relatos que titulé La ciudad del lucro y que luego extravié no sé si en una mudanza o en un interrogatorio de la Seguridad Nacional.

Para 1950 es reportera de la revista Mi Film, con el seudónimo de Elischka. Seis años después, forma parte del grupo Sardio, junto a escritores como: Adriano González León, Salvador Garmendia y Guillermo Sucre. Se gradúa de abogada en 1959 en la Universidad Central de Venezuela y ese mismo año comienza a escribir en la prensa nacional y en la revista Imagen las crónicas que luego serán recogidas en diversos libros. En 1960 muere su padre y viaja a Nueva York donde permanece hasta 1962, allí realiza entrenamiento en materia de prevención juvenil y organización de tribunales de menores. En 1964 obtuvo el Premio Anna Julia Rojas del Ateneo de Caracas por la pieza En el vasto silencio de Manhattan.
Su pieza Vida con mamá, estrenada en 1975 por el Nuevo Grupo, recibe el Premio Municipal de Teatro del Distrito Federal y el Premio Juana Sujo. Asimismo, su obra Yo amo a Columbo o la pasión dispersa (1979), tuvo un gran reconocimiento. En palabras de Salvador Garmendia, constituyó el primer estilo del país.
A finales de los años 70 escribió textos humorísticos en la revista El Sádico Ilustrado. Entre 1984 y 1989 fue consejera cultural de Venezuela en España. A mediados de los años ochenta fue Agregada Cultural en la Embajada de Venezuela en Madrid. De regreso al país trabajó en la coordinación de la revista Venezuela, del Ministerio de Relaciones Exteriores, todo esto hasta su jubilación. En 1992, en colaboración con el Channel Four de Londres, se estrena el filme Crónicas ginecológicas de Mónica Henríquez, basada en su obra homónima. En 2006 publica su primera novela titulada De muerte lenta, editada por la Fundación Bigott y la Equinoccio. En abril de 2016 fue homenajeada en el 8.° Festival de la Lectura de Chacao.

## Obra

#### Teatro
- En el vasto silencio de Manhattan (1961)
- El país odontológico (1966)
- Vida con mamá (1976)
- Teatro (2004)

#### Ensayo
- Una sonrisa detrás de la metáfora (1969)

#### Crónicas
- Yo amo a Columbo (1979)
- Carriel número cinco. (Un homenaje al costumbrismo)  (1983)
- Crónicas ginecológicas (1984; reedición de 2021 por Cuadernos del Destierro, Argentina)
- Carriel para la fiesta (1997)
- Así que pasen cien años (2016)
- Sin orden ni concierto. Homenaje pospuesto a Virginia Woolf (2022)

#### Novelas y relatos
- En el entretanto (2000, relatos)
- Homenaje a la estrella (2002, relatos)
- De muerte lenta (2006, novela)
- La señorita que amaba por teléfono (2016, novela)
- Homenaje a la estrella Segunda edición (2019, El Taller Blanco Ediciones Bogotá)